# Jan Zachwatowicz

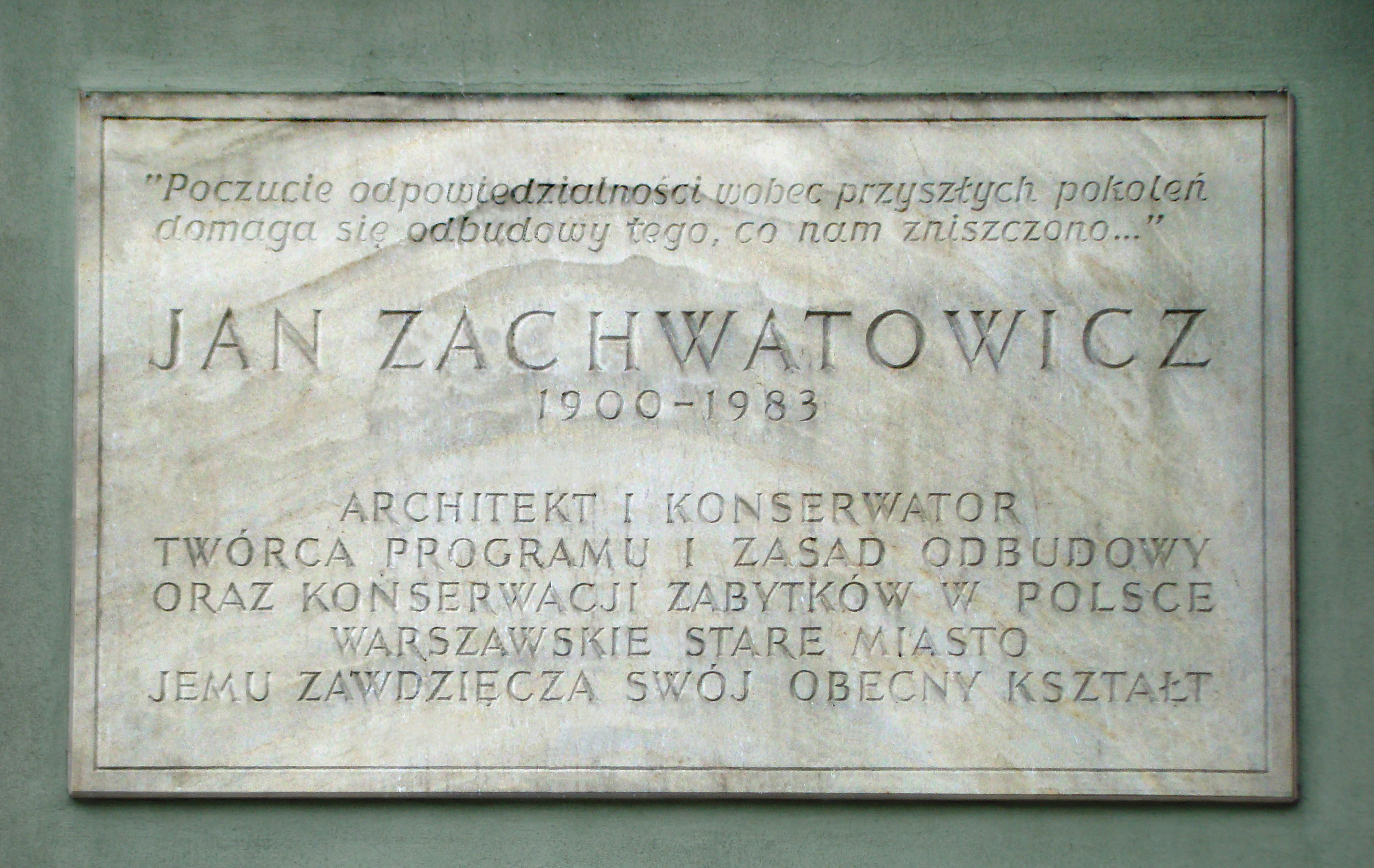
Tablica pamiątkowa na placu Zamkowym w Warszawie

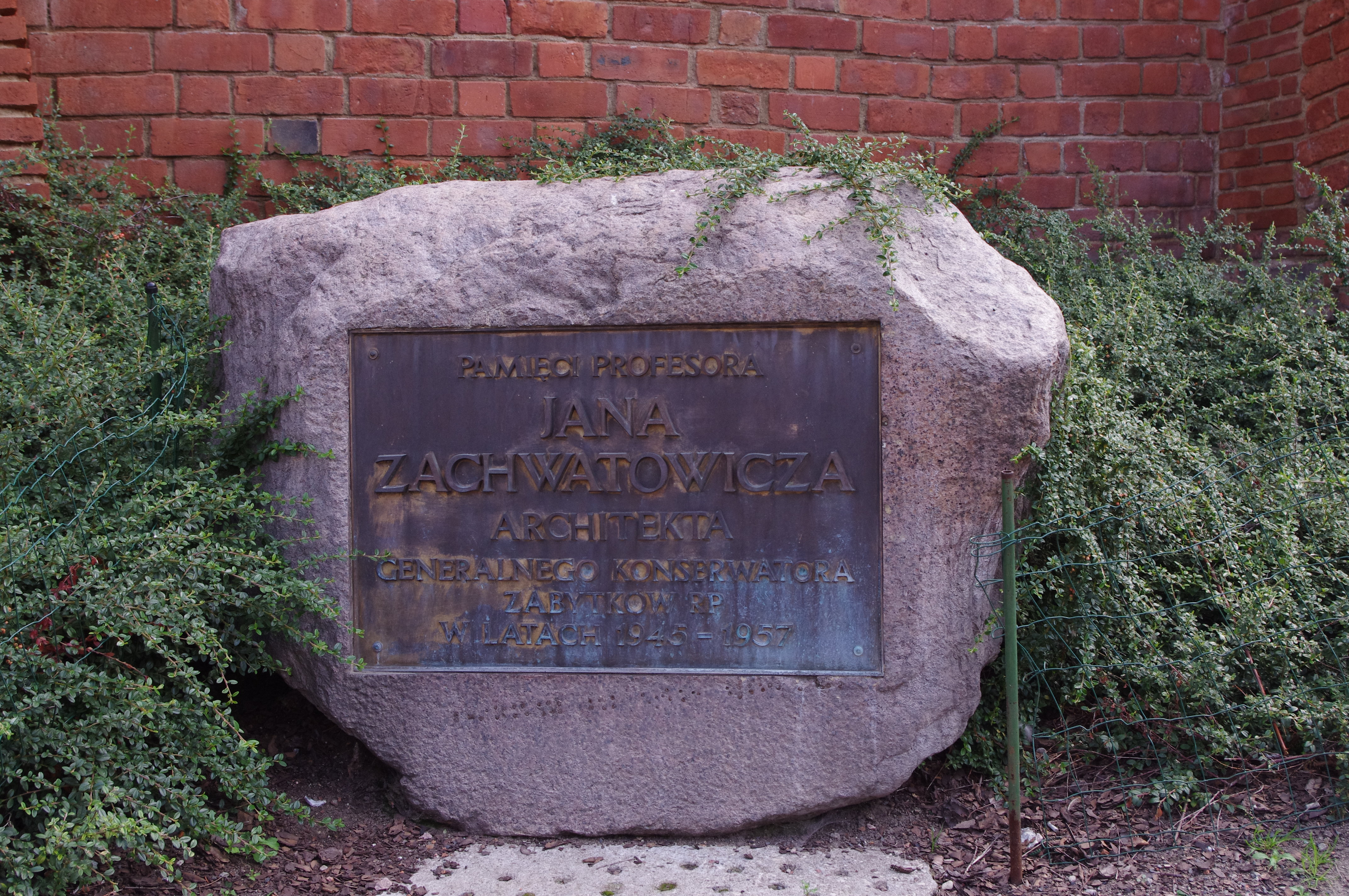
Kamień upamiętniający Jana Zachwatowicza przy stołecznym Barbakanie

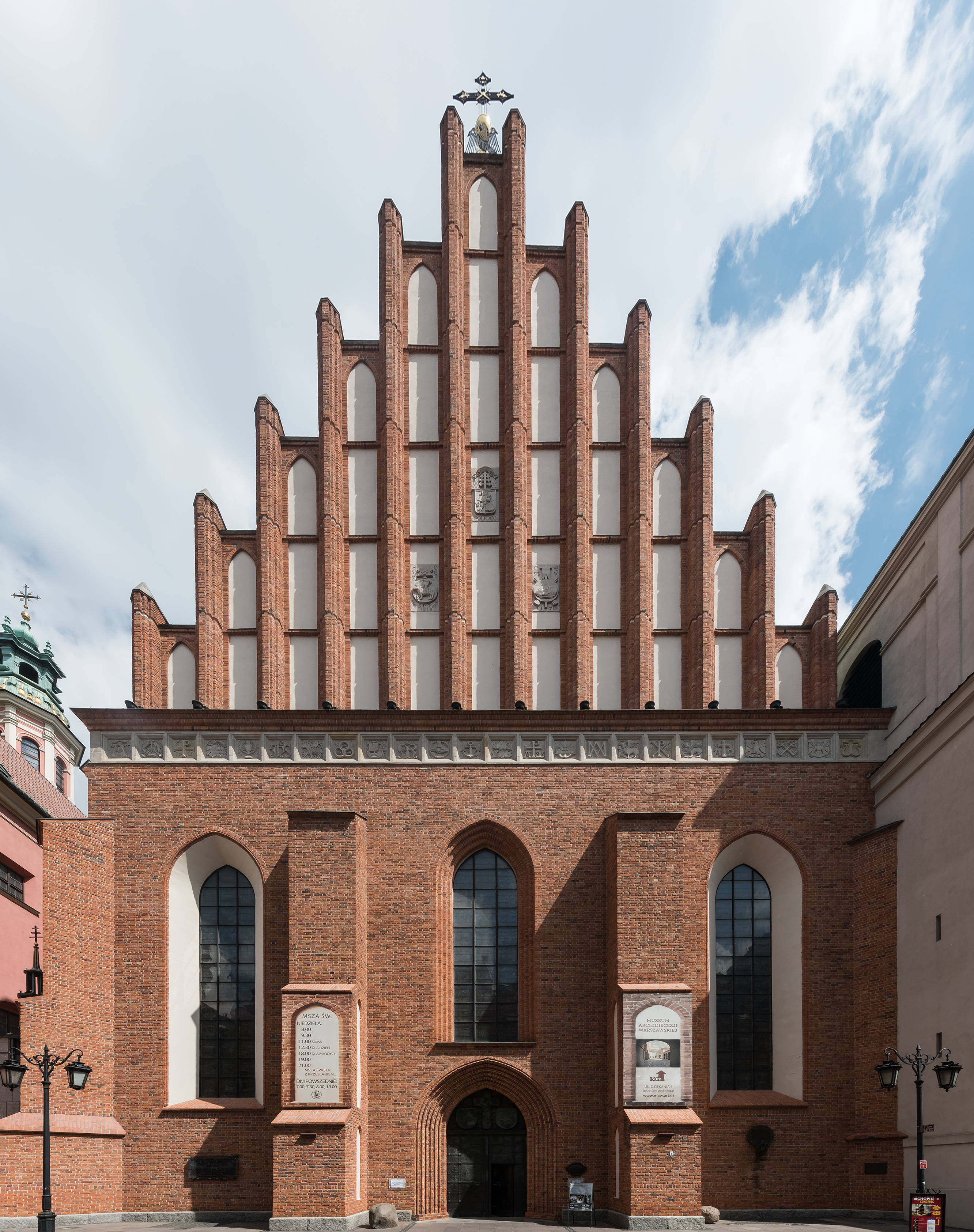
Fasada katedry św. Jana w Warszawie zaprojektowana przez Jana Zachwatowicza

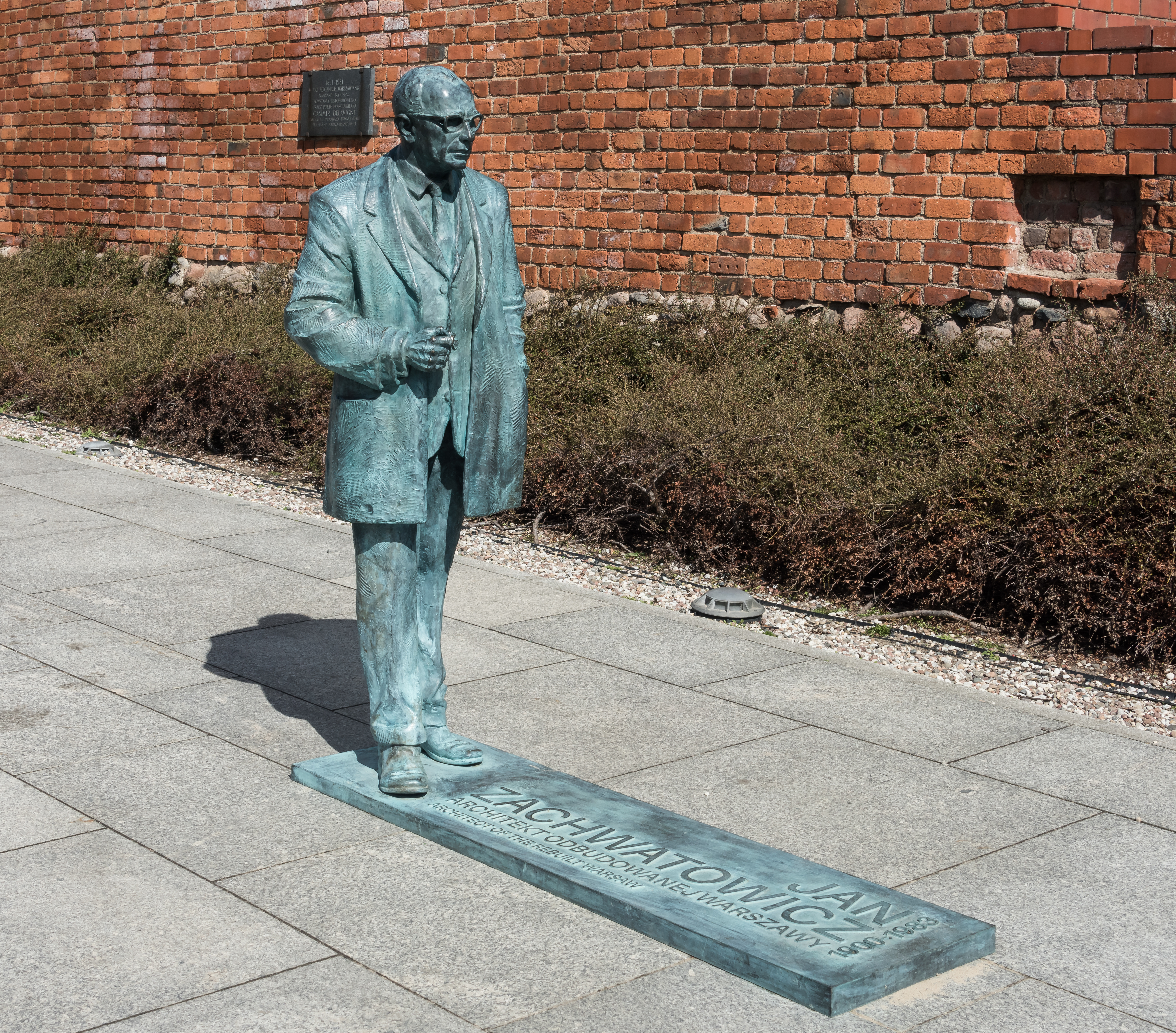
Pomnik Jana Zachwatowicza w Warszawie

Jan Zachwatowicz (ur. 4 marca 1900 w Gatczynie, zm. 18 sierpnia 1983 w Warszawie) – polski architekt, profesor Wydziału Architektury Politechniki Warszawskiej. Znawca historii architektury polskiej. Generalny konserwator zabytków w latach 1945–1957. 

## Życiorys
Urodził się w Gatczynie, w rodzinie Wincentego i Jadwigi Małgorzaty z Eggertów. Jego ojciec był kolejarzem z Łap pod Białymstokiem, skąd został przeniesiony do Gatczyny pod Petersburgiem. Ukończył gimnazjum w Petersburgu i tam też podjął studia w Instytucie Inżynierii Cywilnej, jednocześnie uczęszczając na wykłady w Instytucie Sztuki. Działał w Towarzystwie Przyjaciół Starego Petersburga. 
Po przybyciu w 1924 roku do Warszawy nostryfikował dyplom architekta na Politechnice Warszawskiej, gdzie został asystentem przy Katedrze Rysunku Odręcznego prof. Zygmunta Kamińskiego, z którym współpracował szereg lat, realizując różne zamówienia rysunkowe (m.in. projekt wizerunku Orła Białego, przypisywany odtąd prof. Kamińskiemu).  
W 1930 roku został asystentem, a następnie adiunktem w Zakładzie Architektury Polskiej, założonym przez prof. Oskara Sosnowskiego, grupującym wielu wybitnych naukowców różnych specjalności – historyków sztuki, architektów, historyków. Jego celem było pogłębianie wiedzy na temat zabytków w Polsce, m.in. badania naukowe i publikacje, a także włączanie do tych działań studentów Wydziału Architektury przez dokonywanie prac inwentaryzacyjnych w czasie obozów wakacyjnych. Zdobyte w ten sposób materiały stały się nieocenionym skarbem m.in. w ratowaniu i odbudowie obiektów zniszczonych w czasie II wojny światowej. W 1936 roku obronił pracę doktorską poświęconą Twierdzy Zamość. 
Brał udział w kampanii wrześniowej i po kapitulacji wrócił do stolicy. Był członkiem komendy przeciwlotniczej, która zabezpieczała Zamek Królewski w czasie pożaru. Wskutek śmierci prof. Sosnowskiego na początku wojny, w październiku 1939 roku Jan Zachwatowicz przejął jego obowiązki, kierując Zakładem przez cały czas okupacji, prowadząc tajne zajęcia i chroniąc dorobek Zakładu, również po powstaniu warszawskim 1944 roku. W czasie wojny działał w Delegaturze Rządu na Kraj, m.in. kierując pracami mającymi przygotować służby konserwatorskie do pracy po wojnie.
W 1945 roku został kierownikiem Wydziału Architektury Zabytkowej Biura Odbudowy Stolicy. W latach 1945–1951 był jednocześnie Generalnym Konserwatorem Zabytków.
Był członkiem Wydziału IV Polskiej Akademii Nauk, Stowarzyszenia Architektów Polskich, Stowarzyszenia Historyków Sztuki, Towarzystwa Urbanistów Polskich, Towarzystwa Opieki nad Zabytkami, także Królewskiego Instytutu Architektów Brytyjskich oraz Francuskiej Akademii Architektury, doktor h.c. Uniwersytetu w Hanowerze, członek honorowy Międzynarodowej Rady Ochrony Zabytków ICOMOS. Od 1971 roku był członkiem Obywatelskiego Komitetu Odbudowy Zamku Królewskiego w Warszawie.
Był autorem wybranego na konkursie w Hadze (1954) międzynarodowego znaku obiektu zabytkowego, wykorzystywanego od tamtej pory dla oznaczania cennych miejsc i budynków.
Był autorem koncepcji odbudowy Starego Miasta w Warszawie – wbrew pomysłom, aby pozostawić ten teren jako gruzowisko będące pomnikiem historii miasta, albo aby zabudować Stare Miasto nowoczesnymi blokami. Jest m.in. autorem, wspólnie z Marią i Kazimierzem Piechotkami, projektu odbudowy archikatedry św. Jana. Pomimo tego, że była sprzeczna z doktryną konserwatorską, odbudowa Starego Miasta zyskała uznanie międzynarodowe i wpis na listę światowego dziedzictwa UNESCO.

W 1946 roku kiedy w zrujnowanej Polsce toczyła się dyskusja o skali i formie powojennej odbudowy kraju Jan Zachwatowicz powiedział: 

Znaczenie zabytków przeszłości dla narodu z drastyczną jaskrawością uwypukliły doświadczenia lat ostatnich, kiedy Niemcy pragnąc zniszczyć nas jako naród, burzyli pomniki naszej przeszłości. Bo naród i pomniki jego kultury to jedno. Nie mogąc zgodzić się na wydarcie nam pomników kultury, będziemy je rekonstruowali, będziemy je odbudowywali od fundamentów, aby przekazać pokoleniom, jeżeli nie autentyczną to przynajmniej dokładną formę tych pomników, żywą w naszej pamięci i dostępną w materiałach. Za wszelką cenę trzeba było ratować przed ostateczną zagładą resztki dorobku kulturalnego, aby zaś te resztki miały jakiś sens i choć w pewnym stopniu mogły spełniać tę rolę, jaką wyznaczamy zabytkom w życiu narodu i w kształtowaniu jego kultury, należało dać im formę zbliżoną do ich formy właściwej. Oczywiście jest to w wysublimowanej nauce konserwatorskiej cofnięciem się o wiele dziesiątków lat, lecz na naszym gruncie jest jedynym sposobem postępowania. Kataklizm ostatniej wojny postawił sprawę jeszcze ostrzej. Z premedytacją wydarto całe stronice naszej historii, pisane kamiennymi zgłoskami architektury. Poczucie odpowiedzialności wobec przyszłych pokoleń domaga się odbudowy tego co nam zniszczono, odbudowy pełnej, świadomej tragizmu popełnianego fałszu historycznego.

W 1952 roku został członkiem korespondentem, a w 1958 członkiem rzeczywistym PAN.
W 1964 roku podpisał Kartę Wenecką określającą zasady konserwacji i restauracji zabytków architektury.
Jan Zachwatowicz był wraz z Janem Bogusławskim inicjatorem oraz autorem odbudowy Zamku Królewskiego w Warszawie dokonanej w latach 1971–1984. 23 sierpnia 1980 roku dołączył do apelu 64 uczonych, pisarzy i publicystów do władz komunistycznych o podjęcie dialogu ze strajkującymi robotnikami.
Zmarł w Warszawie, pochowany na cmentarzu Powązkowskim (kwatera 166-6-25).

## Wybrane publikacje
- Ochrona Zabytków w Polsce (1965)
- Architektura Polska (1967)
- Katedra Gnieźnieńska (praca zbiorowa 1968)
- Sztuka Polska Przedromańska i Romańska do schyłku XIII w. (praca zbiorowa 1971)
- Zamek Królewski w Warszawie (1972)

Znak obiektu zabytkowego autorstwa Jana Zachwatowicza

## Życie prywatne
Dwukrotnie żonaty z architektkami. Pierwszą żoną (od 1929) była Maria (1902–1994), córka Witolda Chodźki. Po raz drugi ożenił się z Izabelą Kunińską (1922–2015).
Córkami Jana Zachwatowicza są Krystyna Zachwatowicz – scenograf i aktorka, żona Andrzeja Wajdy oraz Katarzyna Zachwatowicz-Jasieńska (ur. 1932), śpiewaczka (mezzosopran) i dydaktyk śpiewu. Mieszkał przy ul. Lwowskiej 7 w Warszawie.

## Ordery i odznaczenia
- Order Sztandaru Pracy I klasy (15 lipca 1954)[15]
- Krzyż Komandorski z Gwiazdą Orderu Odrodzenia Polski
- Krzyż Komandorski Orderu Odrodzenia Polski (29 października 1947)[16]
- Krzyż Walecznych (1939)
- Złoty Krzyż Zasługi (dwukrotnie: 1938[3], 19 lipca 1946[17])
- Medal 10-lecia Polski Ludowej (14 stycznia 1955)[18]

## Nagrody
- Państwowa Nagroda Artystyczna I stopnia (z Piotrem Biegańskim) w dziale architektury za prace w dziedzinie konserwacji zabytków (1950)[19]
- Honorowa Nagroda SARP (1971)
- Nagroda Europejska za Ochronę Zabytków[14]
- Pierścień Schinkla (międzynarodowa nagroda za ochronę zabytków przyznawana przez RFN)[14]

## Upamiętnienie
- W kwietniu 2011 ciągowi pieszemu położonemu w Warszawie pomiędzy wewnętrznym a zewnętrznym murem obronnym, na odcinku od ulicy Piekarskiej do skarpy wiślanej, nadano nazwę międzymurze Jana Zachwatowicza[20]. 8 grudnia 2020, Rada Warszawy podjęła uchwałę w sprawie wzniesienia pomnika Jana Zachwatowicza[21], który odsłonięto 4 marca 2021 w 121. rocznicę urodzin architekta[22].